# Нові Санжари (медичний центр)
«Нові́ Санжа́ри» — медичний центр Національної Гвардії України розташований у Полтавській області в селищі міського типу Нові Санжари. Створено 5 грудня 1945 як військовий санаторій Збройних сил СРСР.
Сучасна назва — від 20 червня 2001.

## Профілі лікування

### Захворювання органів травлення
- хронічні гастрити зі зниженою/збереженою/підвищеною секрецією
- виразкова хвороба шлунку та дванадцятипалої кишки в стані ремісії
- синдром оперованого шлунку
- хронічний гепатит у стадії ремісії
- хронічні холецистити в стадії ремісії
- постхолецистектомічний синдром
- хронічний панкреатит у стадії ремісії
- хронічні коліти

### Хвороби ендокринної системи
- цукровий діабет першого та другого типів у стадії компенсації
- дифузний нетоксичний зоб
- ожиріння II-го та III-го ступенів

### Хвороби опорно-рухової системи
- артрити
- артрози
- остеохондроз хребта

### Захворювання сечовивідної та статевої системи
- хронічний цистит у стадії ремісії
- хронічний пієлонефрит у стадії ремісії
- кристалурія всіх видів
- сечокам'яна хвороба
- хронічний простатит

### V. Захворювання системи кровообігу
- нейроциркуляторна дистонія
- кардіосклероз атеросклеротичничний і постінфарктний
- стан після перенесено міокардиту
- гіпертонічна хвороба I-го та II-го ступенів
- симптоматична гіпертензія
- ревматизм неактивна фаза
- стабільна стенокардія напруги

### VI. Захворювання нервової системи
- неврологічні прояви остеохондрозу
- захворювання периферійної нервової системи (неврити, невралгії тощо)
- неврози
- депресії

## Передісторія
До 1917 частина території нинішнього медичного центру (зокрема, тієї, де розташовані управління, бювет, лікувальний корпус, пральня) належала поміщику Перцову. 1933 тут організували будинок відпочинку Харківського обласного здороввідділу. 1938–1941 тут розміщувався військовий оздоровчий заклад Калінінського військового округу, в якому з липня до вересня відпочивали екіпажі дальньої авіації.
Інша територія, де тепер розташовані спальний корпус, їдальня, ЛФК, у 1933—1941 належала піонерському табору Харківського обласного здороввідділу. Після визволення Нових Санжар від німецько-фашистських загарбників у будинках, які розташовані в названих вище територіях, був евакогоспіталь, де лікували поранених радянських воїнів і американських пілотів, які базувалися на Полтавському аеродромі в підрозділах дальньої авіації. Неподалік від нинішньої турбази, на території, що належить нині медичному центру, був цвинтар із могилами американських пілотів. 1965 їх останки родичі перевезли в США.
Спальний корпус № 1 має 5 поверхів і складається з 85 кімнат на дві, три особи з усіма зручностями. Біля спального корпусу № 1 розташований спальний корпус № 2. В обох корпусах можна розташувати 230 чоловік. Для підйому на верхні поверхи спального корпусу маються 2 пасажирські ліфти. Спальний корпус № 3 (одноповерховий) складається з 10 кімнат з розміщенням 5-х чоловік дітей, або 3-ч дорослих в кожному номері. В кожному номері є телевізор, холодильник.
| Номери                    | Телевізор | Холодильник | Лоджія | Душ | Туалет | Умивальник | Кількість кімнат у номері |
| ------------------------- | --------- | ----------- | ------ | --- | ------ | ---------- | ------------------------- |
| 2-х чи 3-місний звичайний | -         | -           | +      | заг | +      | +          | 1                         |
| 3-місний звичайний        | -         | -           | +      | заг | +      | +          | 1                         |
| 2-х чи 3-місний напівлюкс | +         | +           | +      | +   | +      | +          | 1                         |
| 2-х чи 3-місний люкс      | +         | +           | +      | +   | +      | +          | 2                         |
| корпус № 3                | +         | +           | -      | заг | заг    | заг        | 1                         |

## Санаторій
5 грудня 1945 наказом Генерального штабу Збройних Сил СРСР на базі евакогоспіталю № 1145 було створено військовий санаторій Збройних сил СРСР. Такою назва санаторію була до 1957. Потім чотири роки він називався центральним військовим санаторієм Міністерства оборони СРСР. Після цього три десятиріччя це був окружний Новосанжарський санаторій Київського військового округу.

## У незалежній Україні
За роки незалежності України тричі змінювалася назва санаторію:
- Новосанжарський військовий санаторій Міністерства оборони України;
- Новосанжарський військовий санаторій внутрішніх військ Міністерства внутрішніх справ України;
- Від 20 червня 2001 — медичний центр внутрішніх військ Міністерства внутрішніх справ України «Нові Санжари»;
- Від 2014 року — медичний центр Національної гвардії України.

## Перелік процедур та обстежень лікувально-діагностичного відділення

### Кабінет функціональної діагностики
- електрокардіграфія
- проби з фізичним навантаженням
- ЕКГ
- холтерівський моніторинг

### Кабінет УЗД
- трансабдомінальні дослідження гепатобіліарної системи, нирок
- дослідження сечового міхура та передміхурової залози
- дослідження матки та яєчників
- дослідження щитоподібної залози

### 3. Лабораторія
- загальний аналіз крові
- лейкоцити, еритроцити, гемоглобін
- тромбоцити
- час згортання крові, швидкість кровотечі
- протромбіновий індекс, фібріноген
- час рекальцифікації плазми
- тромботест
- глюкоза крові
- біохімічні дослідження крові
- загальний аналіз сечі
- цукор якісно, цукор кількісно
- ацетон
- жовчні пігменти
- проба Зимницького
- сеча по Нечипоренко
- діастазу сечі
- визначення уропепсину
- кал на я/глист, кал на найпростіші
- копрологічне дослідження калу
- аналіз мокротиння
- аналіз жовчі
- цитологічні дослідження
- аналіз на гонококи, аналіз на трихомонади
- визначення хелікобактер-пілорі

### Рентгенкабінет
- знімки хребта, кісток, суглобів
- знімки черепа
- знімки придаткових пазух носа
- знімки органів грудної порожнини
- знімки органів черевної порожнини
- рентгеноскопія легенів
- рентгеноскопія стравоходу, шлунку, 12-палої кишки
- знімки зубів

### Стоматологічний кабінет
- лікування карієсної хвороби та її ускладнень
- лікування парадонтиту, парадонтозу
- зняття зубних відкладень
- видалення зубів, коренів
- лікування гінгівіту, стоматиту
- застосування ФТ-методів: діатермокоагуляції, електрофорез в/канальний
- зупинка кровотечі в рані
- транспортна іммобілізація
- оперативні втручання: розрізи з приводу піднакосних і підслизових абсцесів в області альвеолярних відростків верхньої та нижньої щелепи, та інших локалізаціях абсцесів у порожнині рота
- зсікання «каптору» слизової оболонки при ускладненому прорізуванні «зубу мудрості»
- надання невідкладної допомоги при гострих захворюваннях щелепно-лицьової ділянки
- лікування зубів з використання м фотополімерних матеріалів

### Фізіотерапевтичний кабінет
- гальванізація, лікарський електрофорез
- діадінамотермія
- електросон
- СМТ(ампліпульс) терапія
- магнітотерапія
- індуктотермія
- ультрозвукова терапія, фонофорез
- дарсонвалізація
- УВЧ-терапія
- ДМВ-терапія
- франклінізація
- світлолікування
- аерозольтерапія
- теплолікування (парафінові, озокеритові аплікації, ілово-торф'яні грязі)
- водолікування (душі, ванни) підводний душ-масаж
- релакс терапія
- пневмомасаж
- Су-Джок терапія

### Масажний кабінет
- масаж голови, обличчя
- масаж шиї, комірцевої ділянки
- масаж кінцівок, суглобів
- масаж грудної клітини
- масаж спини, хребта
- масаж м'язів черевної порожнини
- загальний масаж у дітей

### Кабінет лікувальної фізкультури
- лікувальна гімнастика за захворювання серцево-судинної системи
- лікувальна гімнастика за захворювання органів травлення
- лікувальна гімнастика за порушення обміну речовин
- лікувальна гімнастика в клініці нервових хвороб
- лікувальна гімнастика в гінекології
- лікувальна гімнастика за захворювання нирок
- лікувальна гімнастика за травм кісток, суглобів
- лікувальна гімнастика за недоліків постави
- лікувальна гімнастика за клишоногості

## Лікувальна вода
Медичний центр має великий попит в Україні через унікальні можливості природних джерел, зокрема води, яка належить до типу Єсентуки.
Дані про лікувальні властивості місцевої води отримано ще наприкінці 19 століття. У висновках місцевих земських лікарів зазначено, що населення значно менше, ніж в інших місцях, хворіє на сечокам'яну хворобу і що це пов'язано із вживанням мінеральної води[джерело?].
Характеристика води така: мала мінералізація, лужна реакція, наявність сульфатної групи, мікроелементів заліза, йоду та брому, фтору. Саме ці властивості води дають позитивну дію на органи травлення, порушення обміну речовин та ендокринну систему.
1961 на території медичного центру пробурено свердловину мінеральної води на глибину 100 метрів.

## Події 20 лютого 2020 року у зв'язку з поширенням коронавірусу
Рішення уряду України про розміщення евакуйованих громадян з Китаю для карантину з приводу поширення коронавірусу 2019-nCoV прийнято (оголошено) в останній момент, за добу до прибуття каравану з 5 автобусів. Почалися протести.

## Санаторій в російській пропаганді
У 2022 році російська пропаганда знову не залишила санаторій в Нових Санжарах без уваги. На місцевих ЗМІ оприлюднили інформацію, що нібито на території санаторію знаходяться бійці полку Азов, які попередню цинічно вигнали усіх відпочивальників та персонал. І готують провокації на місці відпочинку. 